# 에콜 상트랄 마르세유
에콜 상트랄 마르세유 (Ecole Centrale de Marseille, 이전 기관명칭 Ecole d'Ingénieurs de Marseille)는 1890년에 설립된 프랑스의 이공계 그랑제콜 중 하나이다. 프랑스에서 두번째로 큰 도시면적을 자랑하는 항구도시 마르세유에 위치하고 있으며 상트랄 대학원 연합을 구성하고 있다.

## 교육

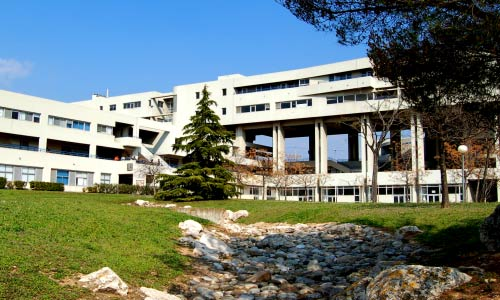

에콜 상트랄 마르세유는 다음과 같은 공학 전공분야의 석사과정(약 1년) 및 박사과정(약 3년)을 제공하고 있다:
- 기계공학
- 화학공학
- 광전자물리학
- 비즈니스경영 및 금융학
- 수학 및 컴퓨터과학

### 순위
에콜 상트랄 마르세유는 프랑스의 공학계열 그랑제콜 중 상위 20위 이내에 속한다. 하지만 제한된 학생 및 연구진 규모 때문에 국제 대학 랭킹에는 나타나지 않고 있다.(2016년 입학정원 250명)